# Bashir Abdi
Bashir Abdi (ur. 10 lutego 1989 w Mogadiszu) – belgijski lekkoatleta somalijskiego pochodzenia specjalizujący się w biegach długodystansowych.
W 2012 zajął 4. miejsce w biegu na 10 000 metrów oraz był ósmy na dwa razy krótszym dystansie podczas mistrzostw Europy w Helsinkach. Dziewiąty zawodnik biegu seniorów na europejskim czempionacie w biegach przełajowych (2012). W 2013 zajął 23. miejsce na 10 000 metrów podczas mistrzostw świata w Moskwie. W tym samym roku zdobył srebro w drużynie seniorów podczas mistrzostw Europy w biegach przełajowych. Piąty zawodnik biegu na 10 000 metrów podczas europejskiego czempionatu w Zurychu (2014). W 2016 zajął 20. miejsce na dystansie 10 000 metrów podczas igrzysk olimpijskich w Rio de Janeiro. Wicemistrz Europy w biegu na 10 000 metrów (2018). W 2021 zdobył brązowy medal w maratonie podczas igrzysk olimpijskich w Tokio. Rok później w Eugene zdobył medal tego samego koloru podczas mistrzostw świata w biegu maratońskim.
Reprezentant Belgii na drużynowych mistrzostwach Europy.

## Osiągnięcia
| Rok  | Impreza                                   | Miejsce        | Konkurencja        | Pozycja     | Wynik    |
| ---- | ----------------------------------------- | -------------- | ------------------ | ----------- | -------- |
| 2010 | Mistrzostwa Europy w biegach przełajowych | Albufeira      | bieg młodzieżowców | 41. miejsce | 25:25    |
| 2011 | Młodzieżowe mistrzostwa Europy            | Ostrawa        | bieg na 5000 m     | 15. miejsce | 14:30,52 |
| 2012 | Mistrzostwa Europy                        | Helsinki       | bieg na 5000 m     | 8. miejsce  | 13:39,01 |
| 2012 | Mistrzostwa Europy                        | Helsinki       | bieg na 10 000 m   | 4. miejsce  | 28:32,72 |
| 2012 | Mistrzostwa Europy w biegach przełajowych | Budapeszt      | bieg seniorów      | 9. miejsce  | 30:26    |
| 2013 | I liga drużynowych mistrzostw Europy      | Dublin         | bieg na 5000 m     | 1. miejsce  | 14:52,78 |
| 2013 | Mistrzostwa świata                        | Moskwa         | bieg na 10 000 m   | 23. miejsce | 28:41,69 |
| 2013 | Mistrzostwa Europy w biegach przełajowych | Belgrad        | bieg seniorów      | 8. miejsce  | 29:53    |
| 2013 | Mistrzostwa Europy w biegach przełajowych | Belgrad        | drużyna seniorów   | 2. miejsce  |          |
| 2014 | Mistrzostwa Europy                        | Zurych         | bieg na 5000 m     | 16. miejsce | 14:24,73 |
| 2014 | Mistrzostwa Europy                        | Zurych         | bieg na 10 000 m   | 5. miejsce  | 28:13,61 |
| 2015 | Mistrzostwa świata                        | Pekin          | bieg na 10 000 m   | –           | DNF      |
| 2016 | Igrzyska olimpijskie                      | Rio de Janeiro | bieg na 5000 m     | eliminacje  | 13:42,83 |
| 2016 | Igrzyska olimpijskie                      | Rio de Janeiro | bieg na 10 000 m   | 20. miejsce | 28:01,49 |
| 2017 | Mistrzostwa świata                        | Londyn         | bieg na 5000 m     | 6. miejsce  | 13:30,71 |
| 2018 | Mistrzostwa Europy                        | Berlin         | bieg na 10 000 m   | 2. miejsce  | 28:11,76 |
| 2021 | Puchar Europy w biegu na 10 000 metrów    | Birmingham     | bieg na 10 000 m   | 2. miejsce  | 27:24,41 |
| 2021 | Igrzyska olimpijskie                      | Tokio          | maraton            | 3. miejsce  | 2:10:00  |
| 2022 | Mistrzostwa świata                        | Eugene         | maraton            | 3. miejsce  | 2:06:48  |
| 2024 | Igrzyska olimpijskie                      | Paryż          | maraton            | 2. miejsce  | 2:06:47  |

## Rekordy życiowe
- Bieg na 1500 metrów – 3:36,55 (2014)
- Bieg na 3000 metrów – 7:40,44 (2015)
- Bieg na 5000 metrów – 13:04,91 (2018)
- Bieg na 10 000 metrów – 27:24,41 (2021)
- Bieg na 20 000 metrów – 56:20,02+ (2020) rekord świata
- Bieg maratoński – 2:03:36 (2021) rekord Europy